# Ferdinand Adolf Naeff

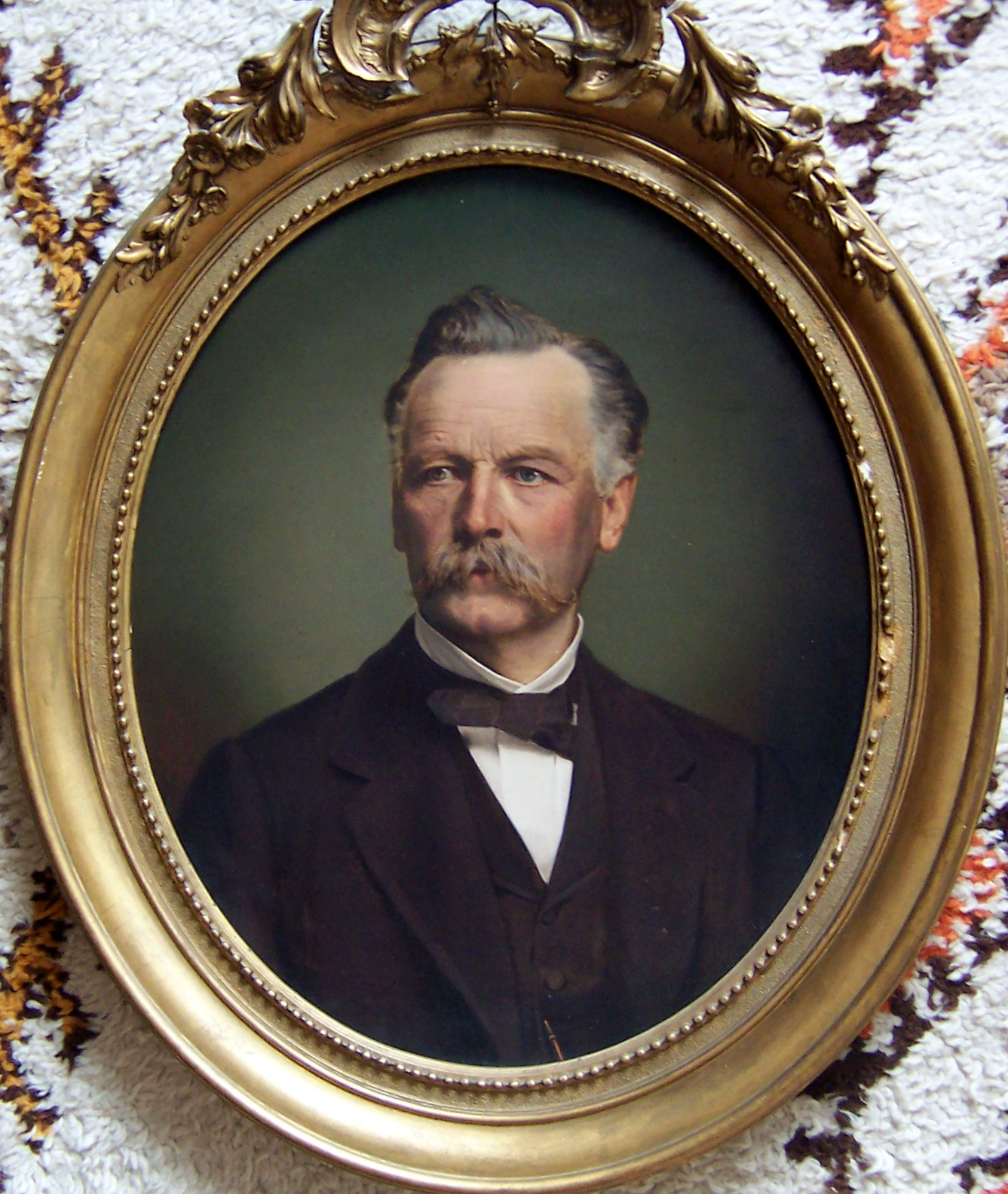
Ferdinand Adolf Naeff-Custer

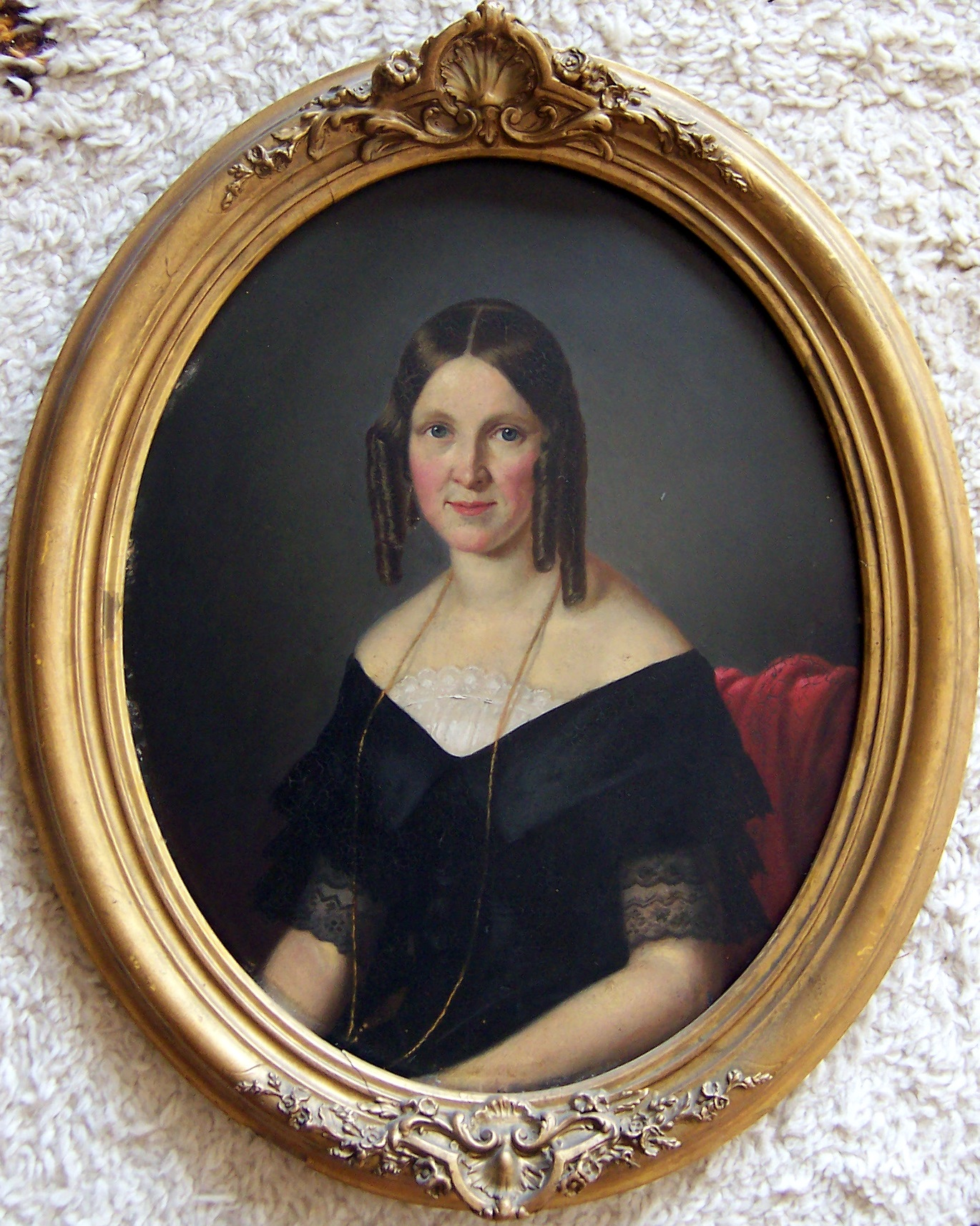
Augusta Maria Naeff-Custer

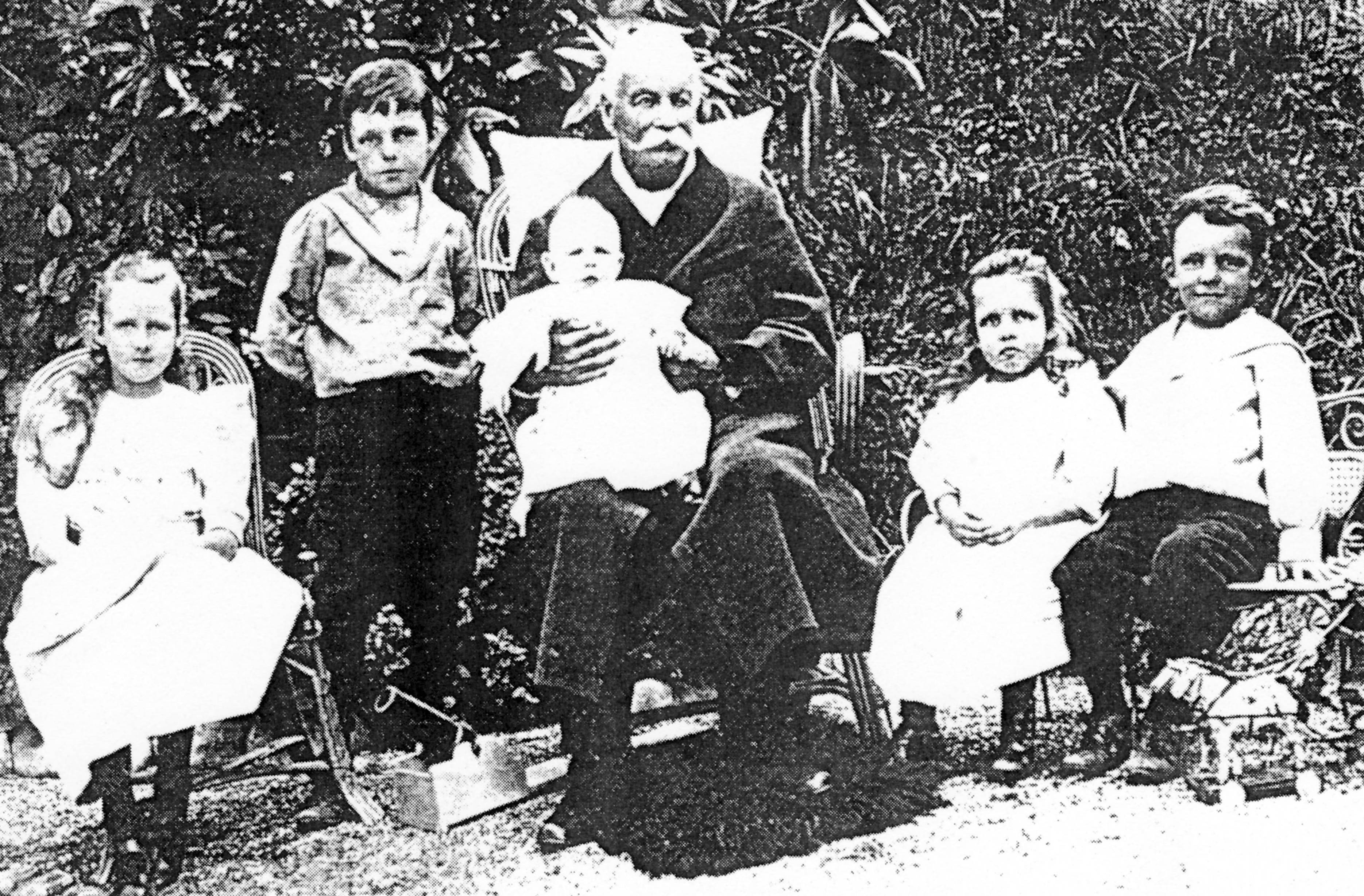
Adolf Naeff mit seinen Urenkeln

Ferdinand Adolf Naeff-Custer (* 26. August 1809 in Altstätten; † 5. Dezember 1899 in St. Gallen) war ein Schweizer Ingenieur und Bauunternehmer. Er war Mitgestalter der ersten Schweizer Eisenbahnlinie Zürich–Brugg (1846/47) und der ersten Zahnradbahn von Europa, der Vitznau-Rigi-Bahn (1869/70). Er war Ururgrossvater der ersten Bundesrätin Elisabeth Kopp.

## Familie
Adolf Naeff wurde in einer angesehenen St. Galler Familie als elftes von zwölf Kindern geboren. Der Vater Johann Matthias Naeff-Dalp (1773–1853), ein Textilhändler und liberaler Politiker, war  Regierungsrat des Kantons St. Gallen. Die Mutter Maria Naeff-Dalp (1778–1811) stammte aus berühmten Bündner Familien, aus denen mehrere Stadtammänner und Zunftmeister von Chur hervorkamen. Ein Urahn von ihr war Hartmann von Planta aus Zuoz, der 1462 den Fünf-Siegel-Brief unterschrieb, die erste Verfassung des Oberengadins. Maria Naeff-Dalp starb bei der Geburt ihrer letzten überlebenden Tochter. Die zehn Kinder (zwei Mädchen verstarben als Baby) wurden vom Vater und der Grossmutter Anna Naeff-Schachtler, Witwe von Matthias Naeff, liebevoll erzogen.
Wilhelm Matthias Naeff, Mitglied des ersten Bundesrates von 1848, war einer von Adolf Naeffs fünf Brüdern; Adolf Naeffs Ururenkelin Elisabeth Kopp wurde die erste Bundesrätin der Schweiz. Der erste Bündner Bundesrat Simeon Bavier, Eisenbahningenieur, war ein Enkel von Maria Dalps Schwester, Margaretha Bavier-Dalp, somit ein Grosscousin von Wilhelm und Adolf Naeff. Caroline Naeff (1807–1886), Schwester von Adolf, war Ehefrau des Architekten Felix Wilhelm Kubly (1802–1872). Ein anderer Bruder von Adolf, Friedrich August Naeff (1806–1842), wurde Amtskläger des Kantons St. Gallen, er war auch Gründer und Redaktor der freisinnigen Zeitung Der Rheintaler Bote.
1840 heiratete Adolf Naeff Augusta Maria Custer (1817–1850), Tochter eines Rheinecker Bankiers (Bankhaus zur Rose), dessen Familie mehrere Stadtammänner von Altstätten und Rheineck (Custer, Messmer, Schachtler) stellte und nachweislich von Karl dem Grossen abstammt. Jacob Laurenz Custer, Finanzminister der Helvetischen Republik, war ein Grossonkel von Maria Custer. Aus der Ehe entsprangen fünf Kinder, Max Adolf (Architekt), Marie Augusta, Antonia Clara, Rosa Cornelia, sowie Eufrosina Irma, die als Baby im gleichen Jahr wie ihre Mutter starb.
Adolf Naeff heiratete aus Liebe zu seiner früh verstorbenen Frau nie wieder. Er reiste später viel mit ihren Kindern und Enkelkindern in der Schweiz und Europa herum. An seinem 89. Geburtstag wurde Naeff von fünf Urenkeln umrahmt (Foto). Zu seinen Urenkeln gehörten auch (nicht auf dem Bild) Max Iklé, Direktor der Schweizerischen Nationalbank, und Hansjürg Steinlin, Rektor der Albert-Ludwigs-Universität von Freiburg im Breisgau.

## Studium
Adolf Naeff ging in Altstätten in die Schule, danach besuchte er wie seine Brüder die für ihre liberale Ausrichtung bekannte Kantonsschule Aarau. Von 1828 bis 1830 studierte Naeff in München Ingenieurwesen am Institut für Technik der Universität sowie Technisches Zeichnen an der Akademie der Bildenden Künste. Nach dem Studium absolvierte Naeff von 1831 bis 1833 bei Ingenieur Alois Negrelli von Moldelbe in Bregenz und St. Gallen ein dreijähriges Berufspraktikum, das er später als Quelle aller seinen beruflichen Erfolge nannte. Seinerseits lobte Negrelli mit „vorzüglicher Zufriedenheit“ die Fähigkeiten und Leistungen seines Studenten. Naeff besuchte während eines Semesters die Technische Universität Wien (Polytechnikum) für ein Nachdiplomstudium in der Baukunde, bevor er seinen Beruf voll ausübte.

## Strassenbau
In der ersten Periode (1834–1846) seiner Berufstätigkeit realisierte Naef vorwiegend Strassenbauprojekte in den Kantonen St. Gallen, Appenzell, Zürich, Schwyz und Aargau. Zu den wichtigsten Bauten gehörten die Ruppenstrasse, die zwischen Altstätten und Trogen durch die Ruppen führt, die Rorschacherstrasse zwischen Rorschach und St. Gallen, der Badeweg Ragaz durch die Taminaschlucht von Bad Ragaz bis Bad Pfäfers und die Strasse zwischen St. Gallen und Vögelinsegg Richtung Trogen, durch die die Kantonshauptstadt mit Altstätten direkt verbunden wurde; sie zählte damals zu den schönsten Strassen der Schweiz. Ausserdem plante und leitete Naeff auch die Restrukturierung der Rheinstrasse zwischen Laufenburg und Koblenz.

## Eisenbahnbau
Erste Bahnlinie der Schweiz
Auf Einladung von Negrelli, der Projektleiter bei der Schweizerischen Nordbahngesellschaft (SNB) war, übernahm Naeff Anfang 1846 als Stellvertreter von Negrelli die Stelle des Leitenden Oberingenieurs für den Bau der Eisenbahnstrecke zwischen Zürich und Baden, der ersten Bahnstrecke ganz auf Schweizer Boden. Mit dem Bau wurde im Frühling 1846 begonnen, Naeff musste sich neben technischen Schwierigkeiten auch mit Problemen des Vertragswesens befassen, die er mit Bravour bewältigte. Seine fachlichen und menschlichen Qualitäten um die Realisierung des Projektes wurden von der Direktion der SNB nachdrücklich gelobt. Die Bahnlinie wurde im August 1847 feierlich eröffnet.
Bahnstrecken und Brücken

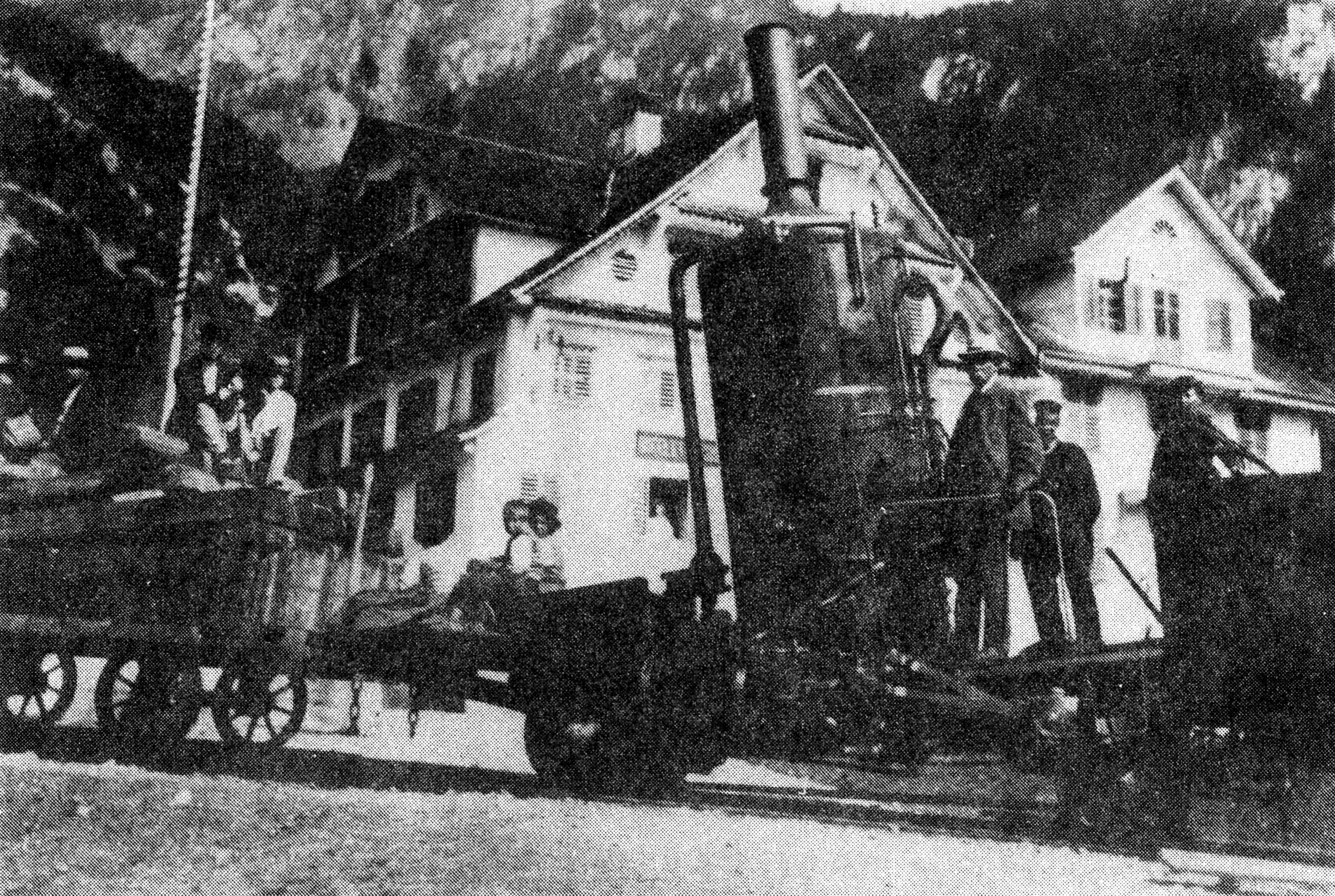
Adolf Naeff bei einer Probefahrt der Rigi-Bahn (neben dem Dampfkessel der Lokomotive)

Später baute Naeff weitere Bahnlinien, u. a. zwischen Winterthur und St. Gallen, Windisch und Brugg, bzw. Turgi und Koblenz. Er plante auch die zu den Strecken gehörenden Eisenbahnbrücken, so die Aare-Brücken bei Olten und Kiesen, die Limmat-Brücke bei Turgi oder die Reuss-Brücke bei Windisch. Naeff baute die Bahnhofgebäude in Olten sowie zusammen mit dem Ingenieur Olivier Zschokke die Postgebäude in Aarau. Naeff plante die St. Leonhardsbrücke von St. Gallen, die erst 1901 gebaut wurde. Naeff leitete die St-Galler Filiale der Baufirma Locher & Cie, die 1867 als selbständige Firma von Naeff und Zschokke übernommen wurde.
Erste Zahnradbahn Europas

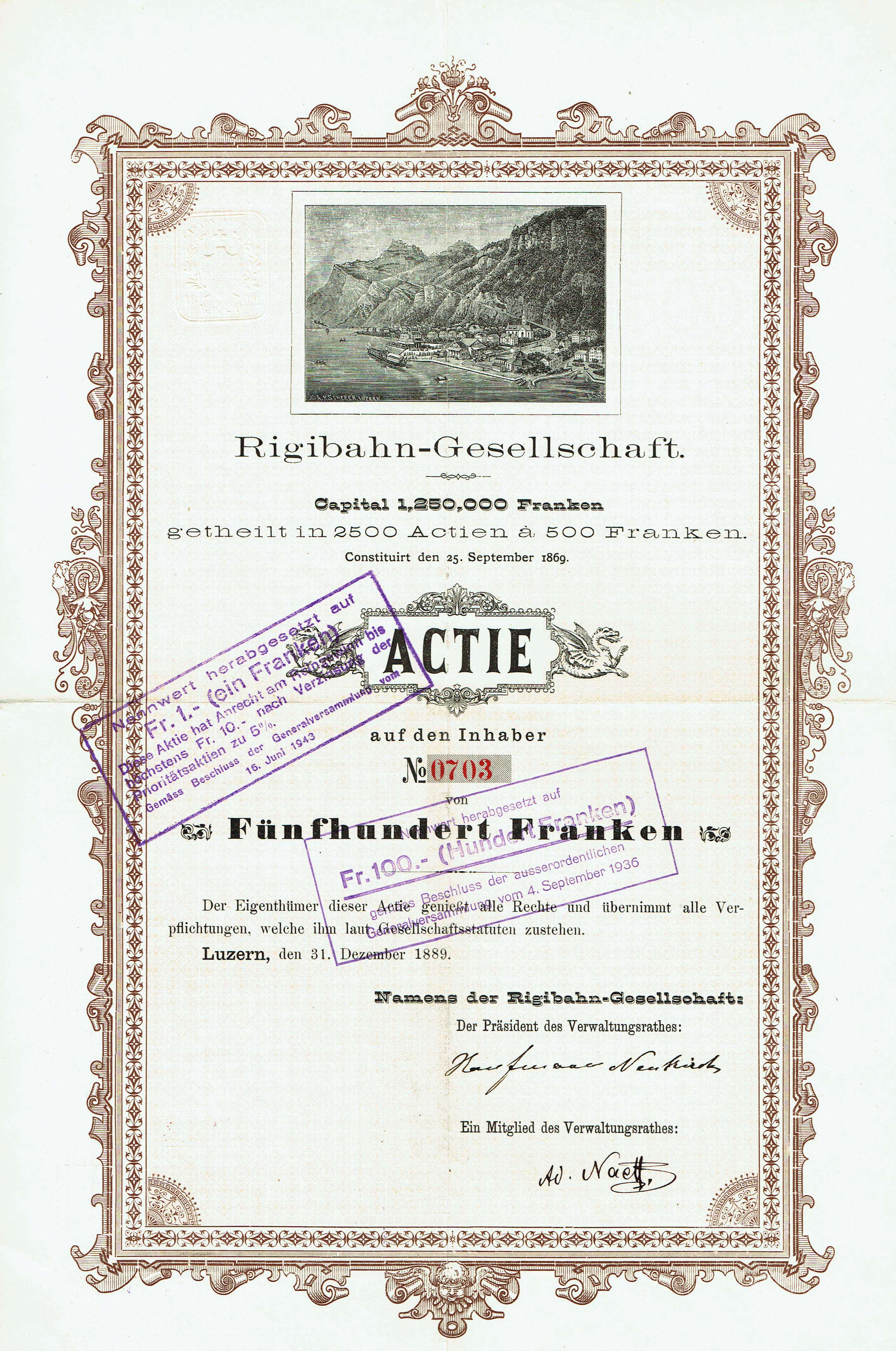
Aktie der Rigibahn-Gesellschaft vom 31. Dezember 1889; signiert vom Verwaltungsrat Adolf Naeff

Ebenso mit Zschokke und dem Ingenieur Niklaus Riggenbach plante und realisierte Naeff mit der Rigibahn, die von Vitznau auf die Rigi führte, die erste Bergbahn der Schweiz und die erste Zahnradbahn Europas. Die drei Ingenieure gründeten im Mai 1869 unter dem Namen „Naeff, Riggenbach & Zschokke“ eine Gesellschaft für den Bau und Betrieb der Rigi-Zahnradbahn. Die erste Probefahrt mit der Dampflokomotive fand im Mai 1870 statt. An der Eröffnungsfahrt vom 22. Mai 1871 nahmen vier Bundesräte, Karl Schenk, Jakob Dubs, Josef Martin Knüsel und der Verkehrsminister Wilhelm Matthias Naeff, Bruder von Adolf Naeff, sowie die ganze Luzerner Kantonsregierung teil.